# Tepetitán Reyeshogpan de Hidalgo
Tepetitán Reyeshogpan de Hidalgo är en ort i Mexiko.   Den ligger i kommunen Cuetzalan del Progreso och delstaten Puebla, i den sydöstra delen av landet, 190 km öster om huvudstaden Mexico City. Tepetitán Reyeshogpan de Hidalgo ligger 354 meter över havet och antalet invånare är 1 309.
Terrängen runt Tepetitán Reyeshogpan de Hidalgo är kuperad åt sydväst, men åt nordost är den platt. Runt Tepetitán Reyeshogpan de Hidalgo är det tätbefolkat, med 383 invånare per kvadratkilometer. Närmaste större samhälle är Ciudad de Cuetzalan, 7,8 km söder om Tepetitán Reyeshogpan de Hidalgo. I omgivningarna runt Tepetitán Reyeshogpan de Hidalgo växer huvudsakligen savannskog.